# Привид будинку на пагорбі
«Привид будинку на пагорбі» (англ. The Haunting of Hill House) — готичний горор-роман американської письменниці Ширлі Джексон, опублікований 1959 року. Став фіналістом Національної книжкової премії та вважається однією з найкращих літературних історій з привидами, опублікованих у XX столітті. Щоб викликати емоції у читача, роман покладається більше на терор, ніж на жах, використовуючи складний зв'язок між таємничими подіями в будинку та психікою персонажів.

## Створення
|              | Авторка вирішила написати «історію з привидами» після того, як прочитала про групу «духовних дослідників» XIX століття, що вивчали будинок і похмуро доповідали про свої нібито наукові знахідки Товариству духовних досліджень. Те що Джексон знайшла у їхніх «сухих звітах, було не історією про будинок з привидами, а історією про декількох серйозних, я вважаю, введених в оману, безумовно цілеспрямованих людей, з різною мотивацією та минулим». захоплена перспективою створити свій власний будинок з привидами й персонажами, які будуть його вивчати, вона розпочала дослідження. Пізніше вона сказала, що знайшла у журналі зображення будинку у Каліфорнії, який, на її думку, був достатньо схожий на той, у якому можуть бути привиди. Вона попросила свою матір, яка жила у Каліфорнії, допомогти знайти інформацію про цю оселю. Згідно з Джексон, її матір виявила, що цей будинок належав прапрадідусю самої авторки, а побудував його архітектор, який також розробив деякі найстарші будівлі у Сан-Франциско. Джексон також читала традиційні історії про привидів том за томом, готуючись до написання власної: «Ніхто не може зануритися у роман про будинок з привидами, не зіткнувшись перед цим з темою реальності; або я повинна вірити у привидів, що так і є, або повинна писати зовсім інший роман».Оригінальний текст (англ.) The author decided to write "a ghost story" after reading about a group of nineteenth century "psychic researchers" who studied a house and somberly reported their supposedly scientific findings to the Society for Psychic Research. What Jackson discovered in their "dry reports was not the story of a haunted house, it was the story of several earnest, I believe misguided, certainly determined people, with their differing motivations and background." Excited by the prospect of creating her own haunted house and the characters to explore it, she launched into research. She later claimed to have found a picture of a California house she believed was suitably haunted-looking in a magazine. She asked her mother, who lived in California, to help find information about the dwelling. According to Jackson, her mother identified the house as one the author's own great-great-grandfather, an architect who had designed some of San Francisco's oldest buildings, had built. Jackson also read volume upon volume of traditional ghost stories while preparing to write her own, "No one can get into a novel about a haunted house without hitting the subject of reality head-on; either I have to believe in ghosts, which I do, or I have to write another kind of novel altogether." |
| — Пола Гуран | |

Під час роботи над романом Джексон намалювала план обох поверхів Хілл-Хаусу та зовнішній вигляд будинку.

## Сюжет
Маєток Хілл-Хаус (укр. Будинок на пагорбі), побудований покійним Г'ю Крейном (англ. Hugh Crain), стоїть поміж декількох пагорбів. Події роману обертаються навколо чотирьох персонажів: доктора Джона Монтаг'ю (англ. Dr. John Montague) — дослідника надприродного, Елінор Венс (англ. Eleanor Vance) — сором'язливої молодої жінки, яка довгий час піклувалася про свою хвору матір, Теодори (англ. Theodora) — яскравої та богемної дівчини, а також Люка Сандерсона (англ. Luke Sanderson) — молодого спадкоємця Хілл-Хауса.
Доктор Монтаг'ю сподівається знайти докази існування надприродного, тому він орендує будинок на літо і запрошує декількох гостей, яких обрав через їхній попередній досвід зіткнення з паранормальними явищами. Запрошення приймають лише Елінор і Теодора. Елінор їде до будинку, де буде жити з Монтаг'ю, Люком і Теодорою.
За маєтком наглядають містер і місис Дадлі (англ. Dudley), які відмовляються залишатися біля будинку після сутінок. Грубувата та сконцентрована на догляді за будинком місис Дадлі додає трохи комізму ситуації. У чотирьох тимчасових мешканців будинку починають складатися дружні відносини, поки доктор Монтаг'ю розповідає іншим історію будинку, яка міститить самогубство та інші насильницькі смерті.
Навколо усіх чотирьох персонажів у будинку починають відбуватися незвичайні речі, серед яких дивні звуки, привиди, що бродять вночі, написи на стінах та інші незрозумілі події. Елінор починає відчувати явища, які не помічають інші. Водночас вона починає втрачати зв'язок із реальністю й у романі натякається, що принаймні деякі з цих явищ є лише результатом уяви Елінор. Іншим поясненням може бути те, що вона володіє підсвідомими телекінетичними здібностями, які є джерелом тих надприродних подій, які бачать мешканці будинку (що може свідчити про можливо відсутність привида в будинку). На цей варіант натякає інцидент з полтергейстом, який відбувся в дитинстві з Елінор.
Пізніше до будинку приїжджає владна та зарозуміла місис Монтаг'ю з директором школи для хлопчиків Артуром Паркером (англ. Arthur Parker), щоб допомогти в дослідженні феномену будинку. Вони також зацікавлені в надприродному та проводять спіритичні сеанси, але на відміну від чотирьох головних персонажів, з ними не відбувається нічого містичного, хоча один з духів, з яким начебто спілкується місис Монтаг'ю, намагається передати послання Елінор.
Багато надприродних явищ, які відбуваються в романі, мають розпливчастий опис або частково приховані від персонажів. Наприклад, Елінор і Теодора знаходяться в кімнаті, коли щось з іншої сторони намагається вдертися до них, або Елінор розуміє, що рука, яку вона тримала в темряві, — це не рука Теодори, як вона вважала. Одного разу, коли Елінор і Теодора перебувають на вулиці вночі, вони бачать сімейний пікнік, який начебто відбувається вдень. Теодора кричить від страху і каже Елінор бігти та не дивитися назад, але в книзі не пояснюється, що побачила Теодора.
Наприкінці книги персонажі розуміють, що Елінор стає одержимою будинком. Щоб захистити її, доктор Монтаг'ю та Люк кажуть їй, що вона повинна залишити Хілл-Хаус. Проте Елінор вважає, що будинок — це її дім, і опирається. Чоловіки змушують її сісти у машину, дівчина прощається з будинком й автомобіль починає їхати. Але до того, як покинути територію маєтку, Елінор навмисно направляє машину у великий дуб і, скоріш за все, помирає. В останньому параграфі читач лишається невпевненим чи Елінор була жінкою з психічними розладами, яка вчинила самогубство, чи її смерть була результатом надприродних явищ.

## Сприйняття
Стівен Кінг у своїй нехудожній книзі «Танок смерті», в якій оглядає жанр фантастики жахів, додав роман «Привид будинку на пагорбі» до списку найкращих горор-романів XX століття і написав на нього відгук. Згідно з газетою «Уолл-стріт джорнел» книгу «зараз вважають однією найкращих колись написаних історій про будинок з привидами». Деймон Найт у своїй колонці в журналі «Фентезі & Сайнс фікшн» обрав роман серед 10 найкращих жанрових книг 1959 року.
Софі Міссінг (англ. Sophie Missing) у позитивному відгуку на книгу для газети «Гардіан» написала: «Джексон поводиться зі своїм матеріалом — який міг би стати дешевими жахами у менш вправних руках — з великою майстерністю і витонченістю. […] Жах, властивий цьому роману, не знаходиться у Хілл-Хаусі (хоча він і потворний) або у подіях, що відбуваються всередині нього, а в незвіданих глибинах розуму його персонажів та читачів. Можливо тому він і залишається остаточною історією про будинок з привидами».
У 2018 році двоє з тринадцяти письменників, серед яких газета «Нью-Йорк таймс» провела опитування, назвали роман найстрашнішою книгу, яку вони колись читали.

## Адаптації
Роман двічі екранізували у форматі фільму — «Будинок з привидами» (англ. The Haunting; 1963) і «Привид будинку на пагорбі» (англ. The Haunting; 1999). Екранізація 1963 року є відносно близькою до подій книги й здобула визнання критиків. Фільм 1999 року доволі сильно відрізняється від роману й отримав негативні відгуки. У ньому привид теороризує головних героїв, двоє з яких помирають від однозначно надприродних причин. Пародія на цю екранізацію була додана до фільму «Дуже страшне кіно 2» (2001).
У 1964 році Ф. Ендрю Леслі (англ. F. Andrew Leslie) адаптував книгу для сцени. У 2015 році Ентоні Нільсон підготував нову виставу для театру Ліверпульський Плейхаус.
У 2017 році було оголошено, що Майк Фленаган створить серіал за мотивами роману для платформи Netflix. Екранізація вийшла 12 жовтня 2018 року під назвою «Привиди будинку на пагорбі» (англ. The Haunting of Hill House).

## Додаткова література
- 1984, The Haunting of Hill House, Penguin, ISBN 0-14-007108-3 (англ.)
- Nazare, Joe (лютий 2010). Haunting anniversary : a half-century of Hill House. *The Internet Review of Science Fiction. VII (2). Архів оригіналу за 29 листопада 2018. Процитовано 2 листопада 2010. (англ.)
- Pascal, Richard (2014). Walking Alone Together: Family Monsters in The Haunting of Hill House. Studies in the Novel. 46 (4): 464—485. (англ.)